# يانغي تورموش
يانغي تورموش هي بلدة في مقاطعة أنغور في ولاية صرخنداريا في أوزبكستان.